# Home Education - Le regole del male
Home Education - Le regole del male (Home Education) è un film del 2023 diretto da Andrea Niada.

## Trama
Rachel è una ragazzina cresciuta in isolamento e seguendo le regole che la sua famiglia le ha imposto attraverso un culto esoterico. Quando il padre muore, la madre la convince che risorgerà.

## Produzione
Le riprese si sono svolte svolte in Calabria, tra Camigliatello Silano e dintorni, nel Parco Nazionale della Sila.

## Distribuzione
Il film è stato distribuito da Warner Bros. Italia nelle sale cinematografiche italiane a partire dal 30 novembre 2023.